# Provincia di Sassonia
La provincia di Sassonia (in tedesco: Provinz Sachsen) è stata una provincia del Regno di Prussia e in seguito dello Stato Libero di Prussia dal 1816 al 1945. La capitale era Magdeburgo.
Non va confusa con il limitrofo Regno di Sassonia.

## Storia
La provincia fu creata nel 1816 dai seguenti territori:
- parte dell'ex Ducato di Magdeburgo, che era già stato parte del Regno di Vestfalia
- parte del Margravato del Brandeburgo, situato ad ovest dell'Elba, come l'Altmark
- territori conquistati dal Regno di Sassonia dopo la Battaglia di Lipsia nel 1813: le città di Wittenberg, Merseburg, Naumburg, Mansfeld, Querfurt e Henneberg
- il territorio dato alla Prussia dopo il Reichsdeputationshauptschluss: le terre circondanti Erfurt e l'Eichsfeld e le ex città libere di Mühlhausen e Nordhausen.

La provincia della Sassonia era una delle più ricche della Prussia, avendo sviluppato molto l'agricoltura e l'industria. Nel 1932 la provincia fu ingrandita con l'aggiunta delle regioni di Ilfeld e Elbingerode, che avevano fatto parte della provincia di Hannover.
Il 1º luglio 1944 la provincia di Sassonia fu divisa lungo le linee delle sue regioni amministrative; la regione di Erfurt fu unita al distretto di Herrschaft Schmalkalden della provincia di Assia-Nassau, per divenire il nuovo stato della Turingia. La regione di Magdeburgo venne unita all'ex stato dell'Anhalt per divenire il Gau di Halle-Merseburg, ma i Gau di Magdeburgo e di Halle-Merseburg vennero riuniti nella Sassonia nel 1945.
Prima della fine del 1945, la provincia della Sassonia fu unita ad alcune exclavi dell'ex stato di Brunswick per formare il nuovo stato di Sassonia-Anhalt, che fu abolito nel 1952 e ricreato con la riunificazione della Germania del 1990, con alcuni piccoli cambiamenti di confine.

## Suddivisioni
Prima del 1944 la provincia della Sassonia era divisa in tre distretti governativi (Regierungsbezirk). Nel 1945, furono riunite solo le province di Madgeburgo e Halle-Merseburg.

### Regierungsbezirk Magdeburg
Circondari urbani (Stadtkreis)
1. Aschersleben (1901-1950)
2. Burg (1924-1950)
3. Halberstadt (1817-1825 and 1891-1950)
4. Magdeburgo
5. Quedlinburg (1911-1950)
6. Stendal (1909-1950)

Circondari  (Landkreis)
1. Calbe a./S.
2. Gardelegen
3. Haldensleben
4. Jerichow I
5. Jerichow II
6. Oschersleben (Bode)
7. Osterburg
8. Quedlinburg
9. Salzwedel
10. Stendal
11. Wanzleben
12. Wernigerode
13. Wolmirstedt

### Regierungsbezirk Merseburg
Circondari urbani (Stadtkreis)
1. Eisleben (1908-1950)
2. Halle a. d. Saale
3. Merseburg (1921-1950)
4. Naumburg a. d. Saale (1914-1950)
5. Weißenfels (1899-1950)
6. Wittenberg (Lutherstadt)
7. Zeitz (1901-1950)

Circondari rurali (Landkreis)
1. Bitterfeld
2. Delitzsch
3. Eckartsberga
4. Liebenwerda
5. Mansfelder Gebirgskreis
6. Mansfelder Seekreis
7. Merseburg
8. Querfurt
9. Saalkreis
10. Sangerhausen
11. Schweinitz
12. Torgau
13. Weißenfels
14. Wittenberg
15. Zeitz

### Regierungsbezirk Erfurt
Circondari urbani (Stadtkreis)
1. Erfurt (1816-1818 e dal 1872)
2. Mühlhausen (1892-1950)
3. Nordhausen (1882-1950)

Circondari rurali (Landkreis)
1. Hohenstein
2. Heiligenstadt
3. Langensalza
4. Mühlhausen
5. Schleusingen
6. Weißensee
7. Worbis
8. Ziegenrück